# Vicuña (Chile)
Vicuña es una ciudad y comuna del Norte Chico de Chile en la provincia de Elqui, región de Coquimbo. Limita al norte con la comuna de Alto del Carmen, al oeste con las comunas de La Higuera, La Serena y Andacollo, al este con Argentina y al sur con las comunas de Paihuano y Río Hurtado. Su capital es la ciudad de Vicuña, principal ciudad del Valle del Elqui.
La ciudad es conocida como la capital del valle de Elqui y del pisco chileno, además de ser el lugar de nacimiento de la poeta chilena Gabriela Mistral, ganadora del Premio Nobel de Literatura en 1945 y donde recibió sus primeros años de educación.
El tejido urbano presenta nobles y antiguas construcciones de principios del 1900. Los principales puntos de interés dentro de la ciudad son su plaza de añosos árboles, que muestra esculturas y motivos que homenajean a la poeta Mistral, el Templo de la Inmaculada Concepción, la Torre Bauer y los diferentes museos temáticos presentes.
La comuna es conocida internacionalmente como uno de los mejores lugares para la observación astronómica, por lo que cuenta con observatorios astronómicos de uso científico y público como el observatorio Mamalluca y el observatorio del cerro Tololo.

## Historia
Hace unos mil años atrás el Valle de Elqui estaba poblado por indígenas que pertenecían a la cultura precolombina denominada "diaguita"; habrían ingresado desde las mesetas altas andinas. Su forma de vida, los utensilios y pinturas que han sido rescatados indicarían un alto grado técnico. Vivían de la caza de camélidos (guanacos, llamas, alpacas), recolectaban los frutos del chañar y el algarrobo y pescaban corvinas, jureles, anchovetas, etc. y dejaron importantes vestigios de sus métodos de desarrollo agrícola, sistemas de riego artificial mediante canales y cultivo en terrazas. Son reconocidos por alfarería, pintada con motivos geométricos.

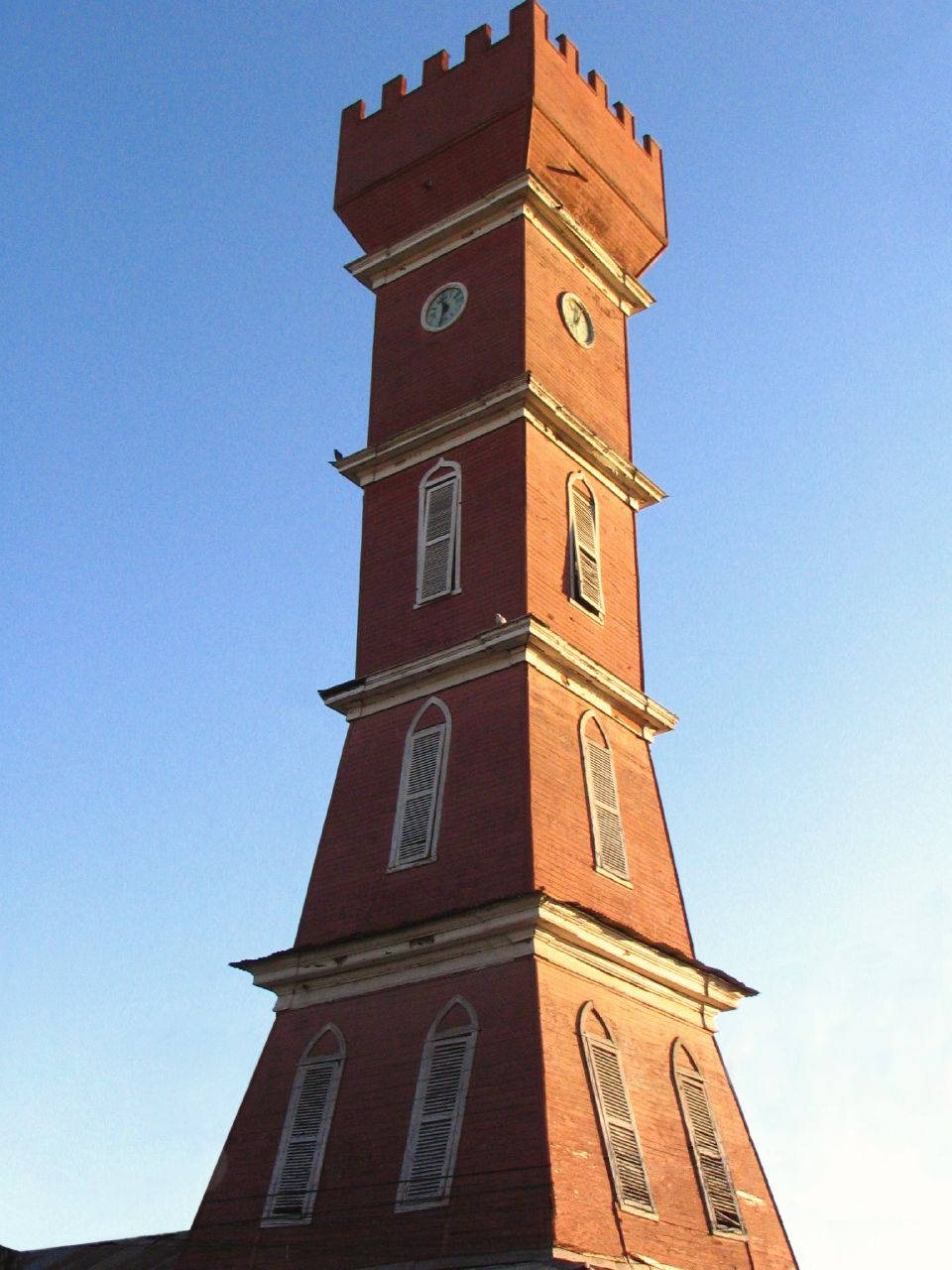
Torre Bauer, símbolo de la ciudad ubicada en el lugar donde se llevó a cabo el primer cabildo.

Con la llegada de los españoles, la región conocida como Norte Chico fue la primera en ser invadida y colonizada. Por sus características, los valles fueron los de mayor superficie dedicada a los viñedos, de los cuales se obtenían buenos vinos. Esa actividad se realizó según una propuesta de los españoles y los indios fueron la mano de obra necesaria para su obtención. Surge entonces la historia del destacado aguardiente producido en la zona y que era enviado en lomo de mula a otras zonas. En la ciudad de La Serena, fundada en 1514, se establecieron las condiciones de comercialización de la apreciada bebida espirituosa que aún no se llamaba pisco. En el Valle de Elqui, las fábricas pisqueras más afamadas son visitadas por viajeros de todo el mundo.
La actual ciudad de Vicuña fue fundada el 22 de febrero de 1821, por el coronel Joaquín Vicuña Larraín, quien fuera el primer intendente de la provincia de Coquimbo, por orden de Bernardo O'Higgins, con el nombre de "Villa de San Isidro de Vicuña". En 1872, obtiene el título de ciudad y pasa a llamarse simplemente "Vicuña", en honor a su fundador.
En el Decreto de fundación es nombrado teniente gobernador y a cargo de la jurisdicción de la Villa, el coronel de Caballería Santiago Iglesias, y como procurador Santiago Rodríguez. Es así como por Ley de la República, el 30 de agosto de 1826, el territorio chileno fue dividido en 8 provincias y éstas en departamentos. Nace así el Departamento de Elqui, que comprendía todo el Valle de Elqui, y su capital fue Vicuña.
El forjador y autor de la idea de establecer esta villa, fue Joaquín Vicuña Larraín, quien era Coronel de Caballería y primer intendente de la provincia, y que gracias a sus ansias de traer el futuro y progreso a este sector, decidió instalar el Cabildo, institución heredada de España, que fuera el primer indicio en la creación de la municipalidad.

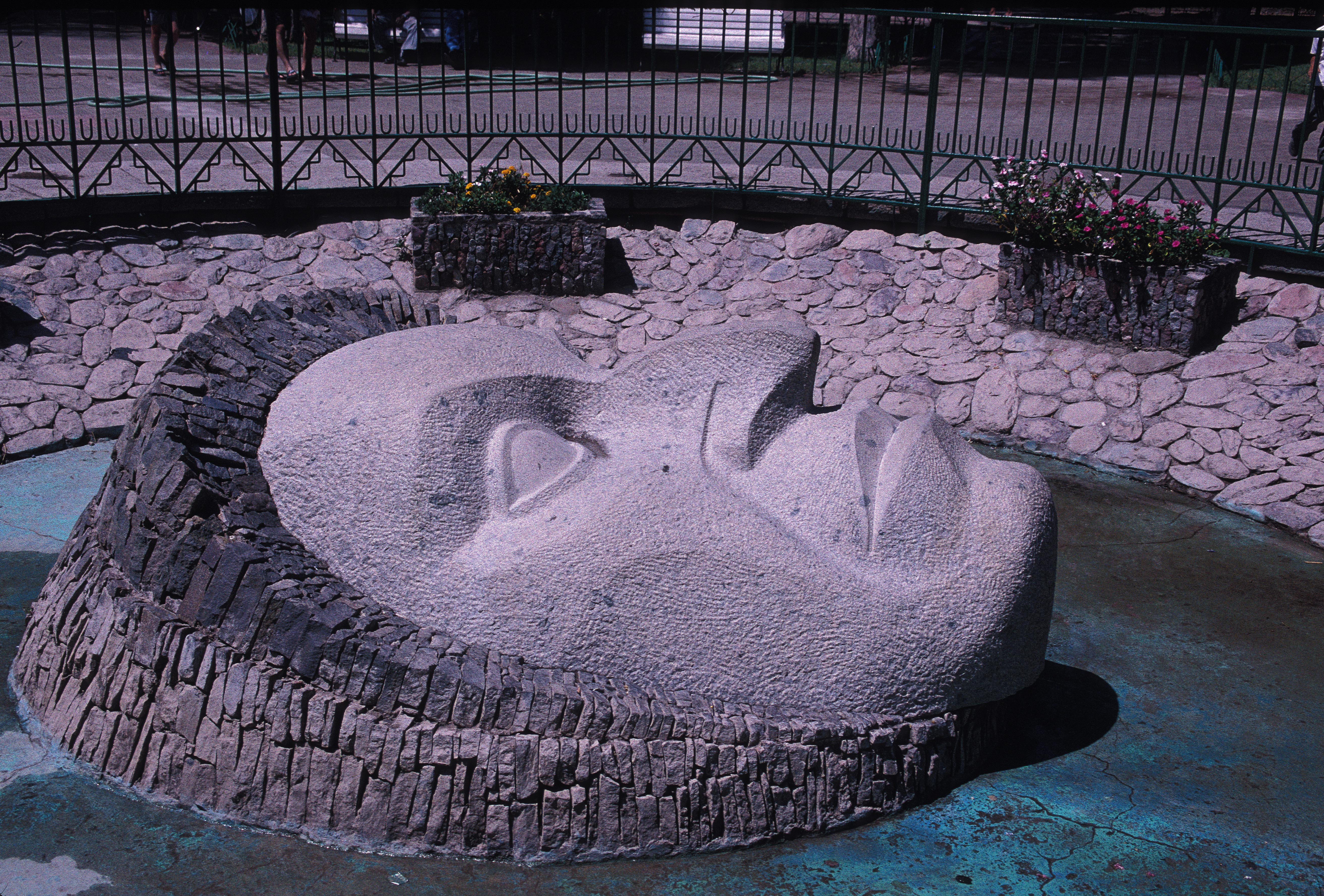
En el centro de la plaza se ubica el rostro de Gabriela Mistral, ubicado en la actualidad en el centro de la plaza de Armas

De acuerdo a registros obtenidos de los antiguos libros de Actas del Cabildo, éste comenzó a funcionar en el mes de septiembre del año 1826, lo que indica los inicios del funcionamiento de la actual Municipalidad, posteriormente, en marzo de 1872 se obtiene el título de "ciudad", y desde entonces se le denomina "Vicuña", en homenaje a su fundador. En parte del decreto de fundación, se lee:

"El Gobernador Intendente de la Provincia, como autor y promotor de esta idea, la llevara adelante con su protección e influencia dando cuenta, cuando se halle en estado de nombrar un cabildo y de proveer todo lo conveniente a su futura prosperidad.  Se extiende los respectivos documentos y títulos, dándose testimonio de lo actuado al teniente gobernador para que lo archive, con su rotulo como documento comprobante de su fundación…"

En tanto, la Comuna, independiente de la fundación de la ciudad, fue creada mediante Decreto Ley N.º 803, de fecha 22 de diciembre de 1925.
Francisco Astaburoaga entrega algunos antecedentes de la fundación de Vicuña en su Diccionario Geográfico de la República de Chile: 878 :

Vicuña.-—Ciudad capital del departamento de Elqui con 3,882 habitantes, iglesia parroquial, escuela superior de niños y de niñas y otras primarias, oficinas de registro civil, de correo y telégrafo y edificios de establecimientos públicos. Sus calles son anchas, rectas y llanas con una bella plaza y una alameda espaciosa en el costado sur, que sirve de paseo. Está situada por los 30° 02' Lat. y 70° 44' Lon. y á 730 metros de altitud en un hermoso plano de la margen norte ó derecha del río Coquimbo, llamada por aquí también de Elqui, el cual la surte de agua y riega los huertos y frutales de sus contornos. Dista 60 kilómetros al E. de la ciudad de la Serena, comunicándose con ella por una vía férrea, inaugurada en enero de 1885. Se fundó por el entonces intendente de Coquimbo, Don Joaquín Vicuña, de cuyo apellido la intituló villa de San Isidro de Vicuña el decreto de 22 de febrero de 1821, que aprobó su establecimiento; pero lleva simplemente el nombre de Vicuña en distinción de la vecina aldea de San Isidro. Por decreto de 11 de mayo de 1872 se le confirió el título de ciudad.

A las dos décadas de fundación las autoridades lucharon por el contar con una plaza de armas, la que se construyó en el año 1910, con motivo del centenario de la República, siendo alcalde Francisco Ansieta Domínguez. En la ocasión se ocupó un terreno baldío que ya venía usándose desde la fundación, el que no tenía ningún trazado regular, y donde existían pimientos silvestres y sectores que los vecinos usaban habitualmente para paseos, carreras a caballo y encuentros espontáneos. Se le llamó Plaza de Armas, siguiendo la antigua costumbre española.
El año 1924 el geógrafo chileno Luis Risopatrón lo describe como una ‘ciudad’ en su libro Diccionario Jeográfico de Chile donde hace mención su la plaza:: 929 

Vicuña (Ciudad). 30° 02' 70° 44' Está compuesta de una treintena de manzanas, cortadas por calles anchas, rectas i llanas, ofrece una bella plaza i una alameda espaciosa en el lado S que sirve de lugar de paseo, tiene estación de ferrocarril, a 606de altitud, inaugurada en enero de 1885 i se halla asentada en un hermoso plano de la márjen N del rio de Elqui, el cual la surte de agua i riega los huertos i frutales de sus contornos. Se fundó por el intendente de Coquimbo, don Joaquín Vicuña, con el título de villa de San Isidro de Vicuña, lo que fué aprobado por el decreto del 22 de febrero de 1821 i se le confirió el dictado de ciudad por decreto de 11 de mayo de 1872. Goza de un clima sano, favorable para el tratamiento de las enfermedades pulmonares; se ha rejistrado 191 mm de agua caida en 11 dias de lluvia, con 68 mm de máxima diaria, en 1921.

Los trabajos de remodelación, de la actual plaza, como ya se ha indicado, se iniciaron en 1970, a cargo de la Escuela de Canteros de la Universidad de Chile, dirigidos por la mano de Carlos Manrique y de los destacados escultores Samuel Román y su hijo Héctor, siendo alcalde de la época Pedro Rojas Rivera, y quién prácticamente dirigió las obras a nombre del municipio, el Regidor y exalcalde de Vicuña,  Wilson Rivera Díaz. El proyecto fue diseñado por el ingeniero y profesor Pedro Oliva, y sus jardines fueron rediseñados y dirigidos por el paisajista de prestigio internacional, señor Luis Nakagawa. Al interior, se conservó las estatuas erigidas en honor de dos destacadas figuras del quehacer político nacional, regional y comunal.
Es así como Vicuña fue tomando forma como una verdadera ciudad y comuna, sin embargo existían elementos con los cuales no contaba. Por lo mismo en 1984, como la ciudad no tenía un Escudo de Armas oficial que la representara, la alcaldesa Gina Ancarola Privato, aprobó su creación, siendo su autor y promotor el funcionario municipal don Ramón Luis Cortés Poblete, quién realizó los estudios acerca de los antecedentes históricos del linaje y nobleza del fundador de Vicuña, el coronel de Caballería Joaquín Vicuña y Larraín, en los archivos de la Biblioteca Nacional de Santiago, recopilando así todo lo referente a las armas de la casa de los Vicuña, genealogía que se remonta al siglo XIII en el país vasco. Su autor, señala que: "El objetivo central, fue lograr traspasar en herencia los blasones históricos, espirituales y guerreros de tan secular nobleza al diseño del escudo de armas de la ciudad, en primer término, para perpetuar un homenaje a quién fuera tan destacado fundador, y en otro aspecto, porque, precisamente fue hijo ilustre descendiente directo de ese linaje, valores que, en conjunto y armonía, con los propios de nuestra tierra elquina, logran una imagen heráldica y un sello de honor y gloria, motivo de orgullo para las actuales y futuras generaciones".
El Tren Elquino forma parte de la historia del Valle de Elqui. Desde su creación en el año 1888, permitía a sus pasajeros realizar combinaciones con otros ramales hacia el norte del país. Un accidente en el año 1971 lo retiró de circulación. El edificio de la estación Vicuña sobrevive y da cuenta de un pasado prestigioso.

## Geografía
La comuna de Vicuña, con sus 7694 km², es la unidad territorial de mayor extensión dentro de la provincia de Elqui y la Región de Coquimbo, siendo la vigesimoquinta comuna más extensa a nivel nacional.

### Geomorfología
La comuna de Vicuña se encuentra emplazada en las unidades geomorfológicas de Pampa transicional, Cordones transversales y Cordillera andina de retención crionival.

### Topografía
La comuna ocupa parte importante de la sección media y superior del río Elqui, y además de la totalidad del río Turbio (Elqui). Territorio dominado ampliamente por un relieve montañoso de cordones y cordilleras (cordillera de Doña Ana, cordillera de la Punilla, cordón de Atimonate, cordón de Balalita, cordón de Los Tilos entre otros), con estrechas planicies en las riberas de los ríos, en los cuales se desarrolla la agricultura y se ubican las áreas pobladas.
Entre las cumbres andinas que destacan, se encuentran Doña Ana con 5590 m s. n. m., El Escabroso con 5430 m s. n. m., Los Bañados con 5344 m s. n. m., cerro Colorado con 5151 m s. n. m., cerro La Laguna con 4724 m s. n. m., El Canto con 4600 m s. n. m.
El río Elqui, de carácter exorreico, nace a 815 m s. n. m. Sus afluentes son el río Turbio, que fluye desde el este y el río Claro, que lo hace desde el sur, en la comuna de Paihuano. Al confluir ambos en la localidad de Rivadavia forman el río Elqui, antiguamente llamado río Coquimbo. Este curso de agua es el principal factor que forma el relieve de la comuna y el agua aporta el agua para consumo y regadío en toda la comuna, dentro de su curso se pueden encontrar dos represas como lo es La Laguna en el tramo del río Turbio y el embalse Puclaro en el tramo central del río Elqui.

### Clima

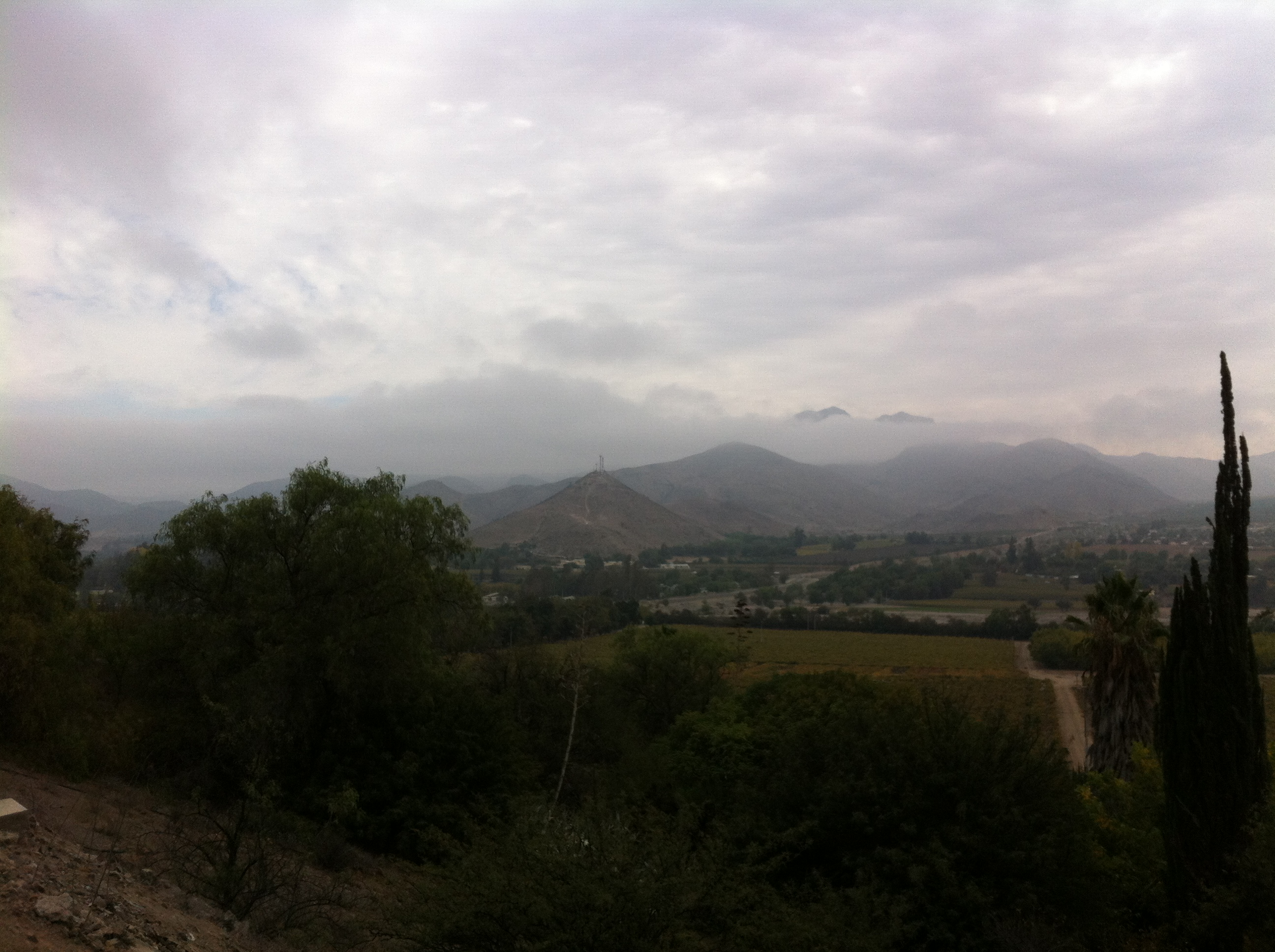
Vista de la ciudad y sus campos en un día nublado y con algo de nubes costeras por la mañana.

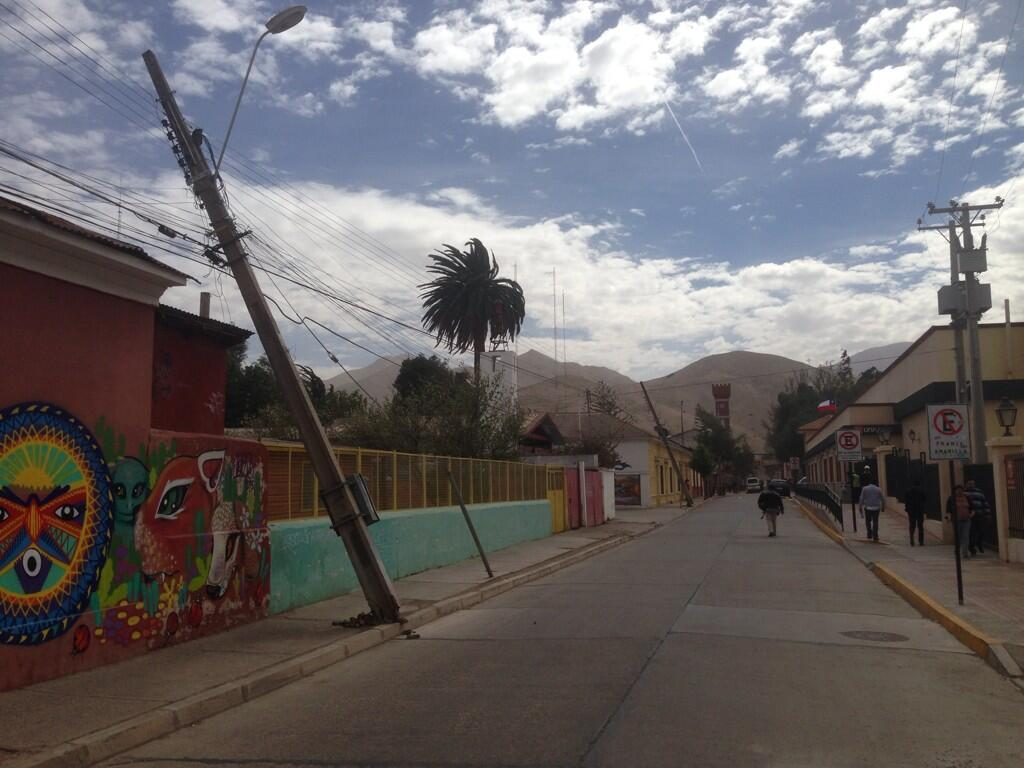
Daños causado en la ciudad por "Viento Terral" con rachas de 90 km/h.

La comuna presenta según la clasificación climática de Köppen el clima de tundra (ET), clima de tundra de lluvia invernal (ET (s)), clima glacial (EF), clima glacial de lluvia invernal (EF (s)), clima semiárido de lluvia invernal (BSk (s)) y clima semiárido de lluvia invernal e influencia costera (BSk (s) (i)), al igual que gran parte de la zona interior de la Región de Coquimbo. Situación climática donde no se percibe influencia oceánica y las precipitaciones invernales son suficientes para eliminar los rasgos desérticos, se extiende por toda la extensión transversal hasta la frontera con Argentina.
Su principal característica son los cielos predominantemente despejados, baja humedad relativa, temperaturas elevadas durante el día debido a que ocupa una zona dentro o sobre la capa de inversión térmica, aunque en la noches las temperaturas descienden considerablemente. Tiene una amplitud térmica diaria del orden de 18 °C a 20 °C, lo que equivale al doble o al triple de la de la costa. La máxima histórica registrada en la ciudad ha sido 39,0 °C el día 8 de septiembre de 2013.
Las precipitaciones son de régimen frontal y se presentan en invierno, en los meses de junio y julio, donde precipita entre el 75 % y el 85 % de las cantidades anuales con una pluviometría normal de 120 mm al año, en los sectores más altos, son de nieve. Los cielos limpios, con escasa humedad producen una gran nitidez atmosférica, lo que en asociación con las agradables temperaturas diurnas, ha hecho que se establezcan en esta zona importantes observatorios astronómicos. Esta zona ha sido tremendamente afectada por el fenómeno de El Niño durante los años 1984 y 1997, este último dejó altos márgenes de precipitación raramente vistos en el lugar, con la ocurrencia de los temporales de Chile central en 1997.
Durante el invierno se aprecia el viento local denominado Terral el que se presenta en forma de ráfagas Este Oeste de 15 a 20 nudos. Su principal característica es la temperatura, habitualmente 10 °C mayor que el ambiente. Su denominación se debe al imaginario popular, ya que este viento levanta grandes polvaredas o "tierrales" y por adaptación "Terral" (también es homónimo de un viento local de Málaga, España).
| Parámetros climáticos promedio de Vicuña | Parámetros climáticos promedio de Vicuña | Parámetros climáticos promedio de Vicuña | Parámetros climáticos promedio de Vicuña | Parámetros climáticos promedio de Vicuña | Parámetros climáticos promedio de Vicuña | Parámetros climáticos promedio de Vicuña | Parámetros climáticos promedio de Vicuña | Parámetros climáticos promedio de Vicuña | Parámetros climáticos promedio de Vicuña | Parámetros climáticos promedio de Vicuña | Parámetros climáticos promedio de Vicuña | Parámetros climáticos promedio de Vicuña | Parámetros climáticos promedio de Vicuña |
| Mes                                      | Ene.                                     | Feb.                                     | Mar.                                     | Abr.                                     | May.                                     | Jun.                                     | Jul.                                     | Ago.                                     | Sep.                                     | Oct.                                     | Nov.                                     | Dic.                                     | Anual                                    |
| ---------------------------------------- | ---------------------------------------- | ---------------------------------------- | ---------------------------------------- | ---------------------------------------- | ---------------------------------------- | ---------------------------------------- | ---------------------------------------- | ---------------------------------------- | ---------------------------------------- | ---------------------------------------- | ---------------------------------------- | ---------------------------------------- | ---------------------------------------- |
| Temp. máx. media (°C)                    | 35.2                                     | 35.7                                     | 33.4                                     | 29.7                                     | 25.2                                     | 20.1                                     | 18.1                                     | 18.6                                     | 22.5                                     | 27.5                                     | 29.4                                     | 33.3                                     | 27.9                                     |
| Temp. media (°C)                         | 27.2                                     | 27.7                                     | 23.5                                     | 19.7                                     | 16.2                                     | 13.5                                     | 11.9                                     | 12.6                                     | 17.3                                     | 20.7                                     | 22.4                                     | 26.8                                     | 20                                       |
| Temp. mín. media (°C)                    | 22.0                                     | 22.0                                     | 18.9                                     | 15.0                                     | 10.0                                     | 7.6                                      | 5.1                                      | 5.9                                      | 8.0                                      | 14.8                                     | 18.5                                     | 21.0                                     | 14.1                                     |
| Precipitación total (mm)                 | 0.1                                      | 0.0                                      | 0.8                                      | 2.9                                      | 7.5                                      | 16.0                                     | 37.9                                     | 19.1                                     | 7.2                                      | 2.6                                      | 1.1                                      | 0.0                                      | 95.2                                     |
| Fuente: Meteochile                       |                                          |                                          |                                          |                                          |                                          |                                          |                                          |                                          |                                          |                                          |                                          |                                          |                                          |

### Hidrología
La comuna se halla entre las cuencas hidrográficas de Costeras entre río Elqui y río Limarí, río Elqui, río Huasco, río Limarí y Río los Choros. Además, la comuna posee diversos cuerpos de agua, entre los que se destacan la laguna de la Rinconada; y río Claro O Derecho, río Colorado, río De La Gloria, río De La Laguna, río Del Medio, río Del Toro, río Elqui, río Ingaguas, río Primero, río San Andrés, río Sancarrón, río Seco, río Socarrón, río Turbio y río Vacas Heladas.

## Medio ambiente

### Componentes bióticos

Trazado simplificado de los ecosistemas y cuerpos de agua presentes en la comuna de Vicuña.

Dentro del territorio de la comuna se pueden hallar los siguientes ecosistemas:
- Herbazal tropical-mediterráneo andino donde predomina Chaetanthera sphaeroidalis (Vulnerable)
- Matorral bajo desértico mediterráneo andino donde predominan Senecio proteus y Haplopappus baylahuen (Preocupación menor)
- Matorral bajo tropical-mediterráneo andino donde predominan Adesmia hystrix y Ephedra breana (Preocupación menor)
- Matorral bajo tropical-mediterráneo andino donde predominan Adesmia subterranea y Adesmia echinus (Vulnerable)
- Matorral desértico mediterráneo costero donde predominan Oxalis virgosa y Heliotropium stenophyllum (Preocupación menor)
- Matorral desértico mediterráneo interior donde predominan Adesmia argentea y Bulnesia chilensis (Preocupación menor)
- Matorral desértico mediterráneo interior donde predominan Flourensia thurifera y Colliguaja odorifera (Preocupación menor)
- Matorral desértico mediterráneo interior donde predominan Heliotropium stenophyllum y Flourensia thurifera (Preocupación menor)
- Zonas geográficas hinóspitas sin vegetación (Sin información)

### Medidas de protección ambiental y conflictos socioambientales
Hasta 2022, la comuna de Vicuña cuenta con las siguientes zonas que poseen algún nivel de protección ambiental:
- río Huasco (Sitios ERB)[18]
- Santuario de la Naturaleza Río Cochiguaz (Santuario de la Naturaleza)[19]
- Vegas de Tambo (Sitios ERB)[20]

### Flora y fauna

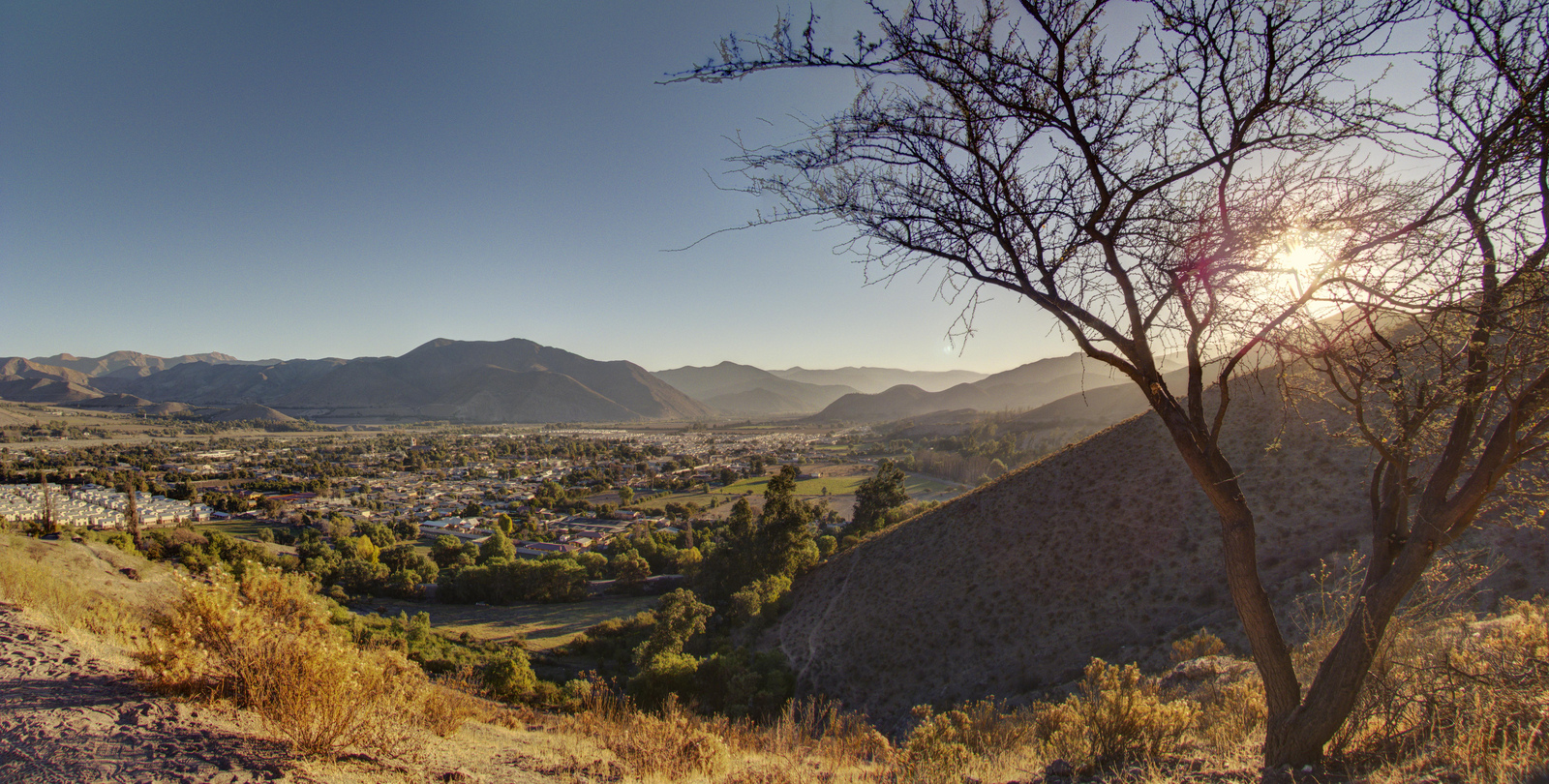
La ciudad de Vicuña Vista de la zona poniente.

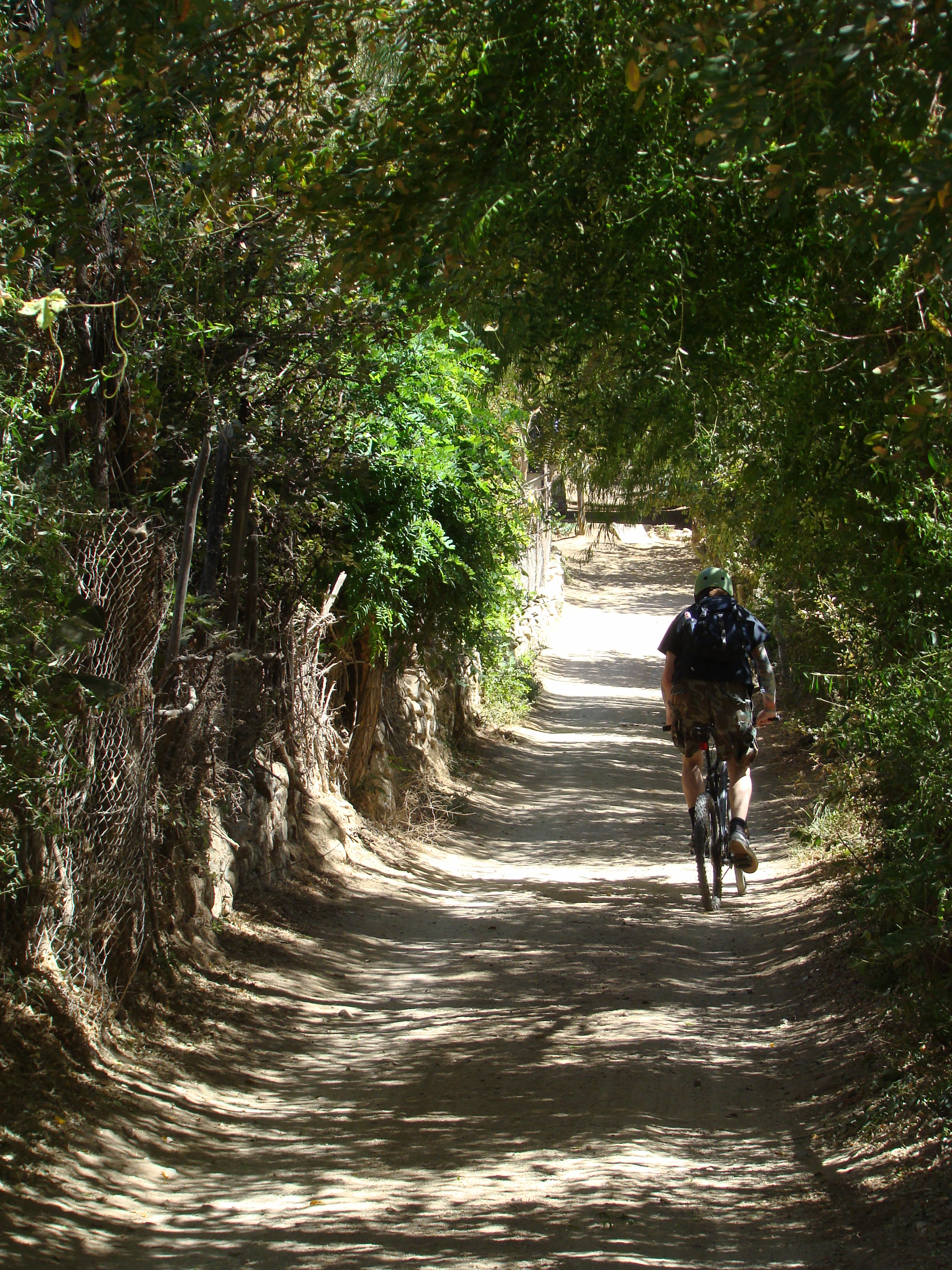
Senderos entre la vegetación de los alrededores de la ciudad son ocupados por turistas para deportes y paseos.

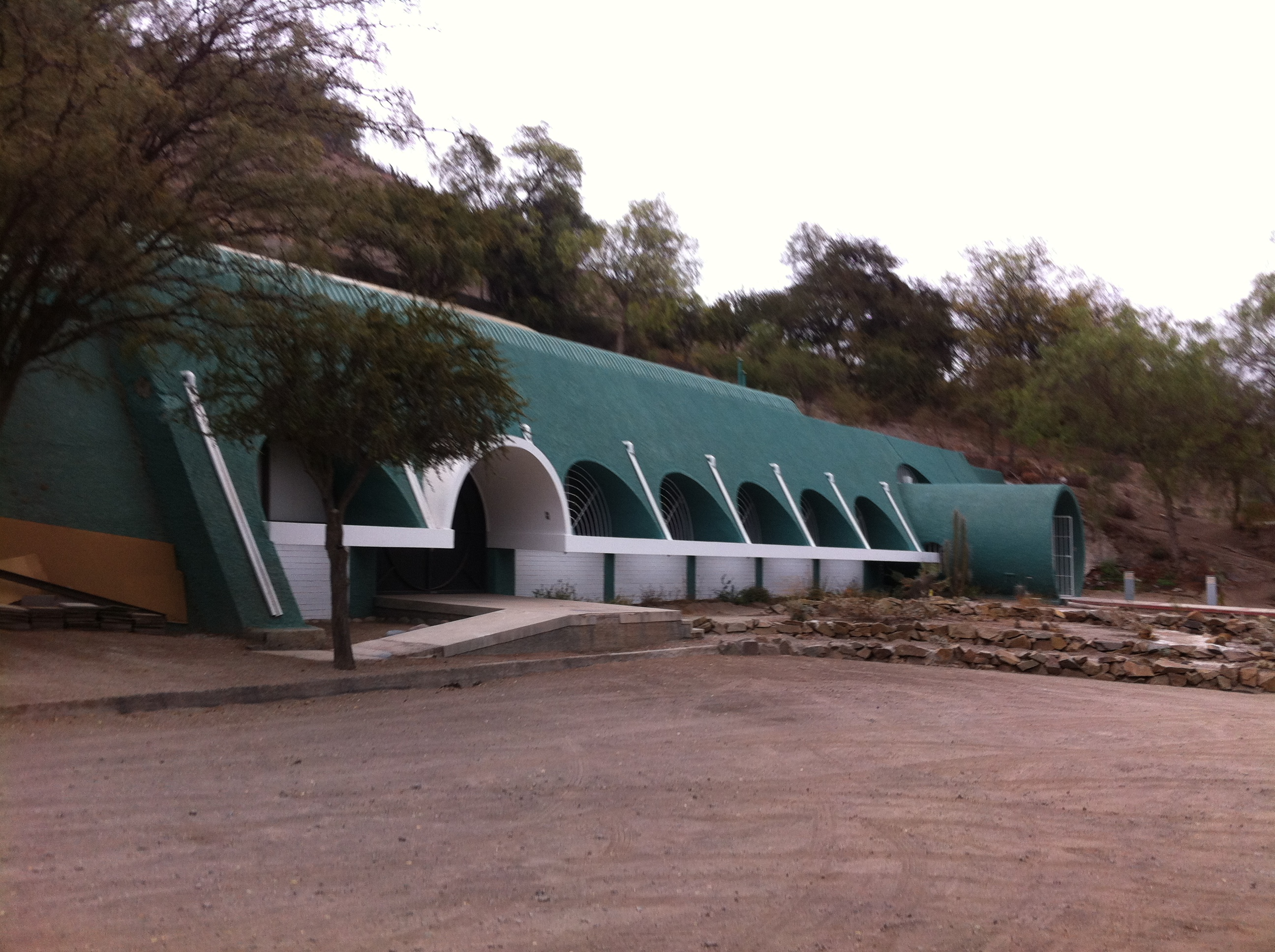
Banco Base de Semillas.

La flora típica en la zona la integran algarrobos, aromos, romero de Castilla, menta y cactus son algunas de las especies características. Predomina una vegetación típica de zonas áridas donde abundan las cactáceas, especialmente en laderas de exposición norte; en quebradas y otras exposiciones se encuentran normalmente quillay, litre, maitén, carbonillo, paloyegua, guayacán, colliguay, chagual, entre otras especies nativas. Como parte de especies introducidas abundan en la zona los eucaliptus, además de árboles frutícolas, como paltos y cítricos, además de un fuerte impacto de la vid, de la cual se cosecha la uva y posterior proceso de elaboración de vino y pisco de exportación, la cual es una de las principales actividades económicas de la comuna.
Al interior de la comuna también se puede ver el dominio en zonas altas de los espinales, y como fauna típica se encuentra el zorro culpeo, el gato montés, el quique, la chilla y roedores como el degú y la chinchilla, la laucha de los espinos y la yaca. Hay reptiles como culebras no venenosas, lagartos y gran variedad de insectos entre los que sobresalen mariposas y coleópteros.
Entre las aves se encuentran los chercanes, tordos, cernícalos y chunchos. Hay asnos que viven en estado salvaje en la precordillera andina. La fauna cordillerana, está compuesta por guanacos, chinchillas, gatos de monte, vizcachas y pequeños roedores.
En Vicuña además se encuentra el Banco Base de Semillas más importante de Chile, el cual es un centro de conservación de semillas, o banco de germoplasma, en términos de infraestructura y número de especies conservadas. Según el Informe Mundial sobre Recursos Genéticos de la FAO (1996) el Banco Base de Semillas de Chile es uno de los tres más confiables, en términos de conservación, en América Latina y el Caribe. Este está ubicado en el Centro Experimental de Vicuña, dependiente del Instituto de Investigaciones Agropecuarias (INIA), en la Región de Coquimbo. El Banco fue diseñado para soportar catástrofes sísmicas y de operación, contando con equipos duplicados de conservación y generadores eléctricos. Fue construido en 1991 en el marco del Programa de Recursos Genéticos del INIA, con la misión la curaduría del patrimonio genético de Chile. Desde el 2001, el Banco Base de Semillas forma parte de un proyecto impulsado por el Royal Botanic Gardens Kew del Reino Unido con el aporte del INIA.

## Demografía

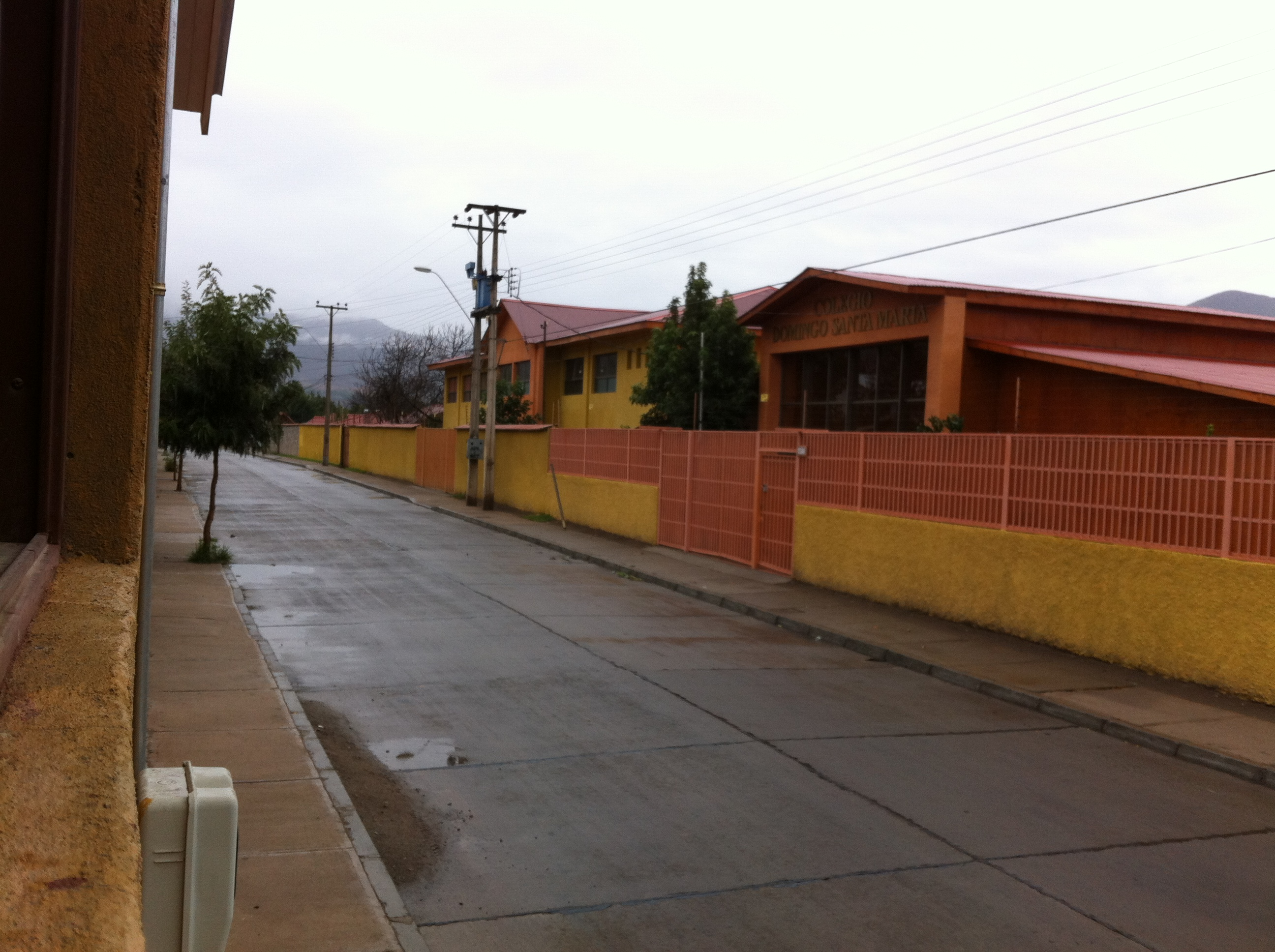
Colegio Domingo Santa María, es uno de los tantos recintos educacionales ubicado en uno de los barrios de la ciudad.

La población de la comuna de Vicuña es de 26 029 habitantes, lo cual muestra un incremento del 11,3 % respecto a los 24 010 habitantes del Censo INE del año 2002. Desglosando las cifras se puede obtener que existen 13 342 hombres y 13 371 mujeres, con un índice de masculinidad de 99,78. El rango etario más preponderante es el que va entre 0-14 años con 6515 habitantes y el más reducido es el de mayores de 65 años con 2916 habitantes.
Según la población religiosa declarada, el 89,37 % de es Católica, y según datos de la encuesta Casen entre 2003-2009 el 18 % de la población es pobre. La distribución de la población de Vicuña corresponde a 12 910 personas en zonas urbanas y 11 100 en zonas rurales.

### Localidades

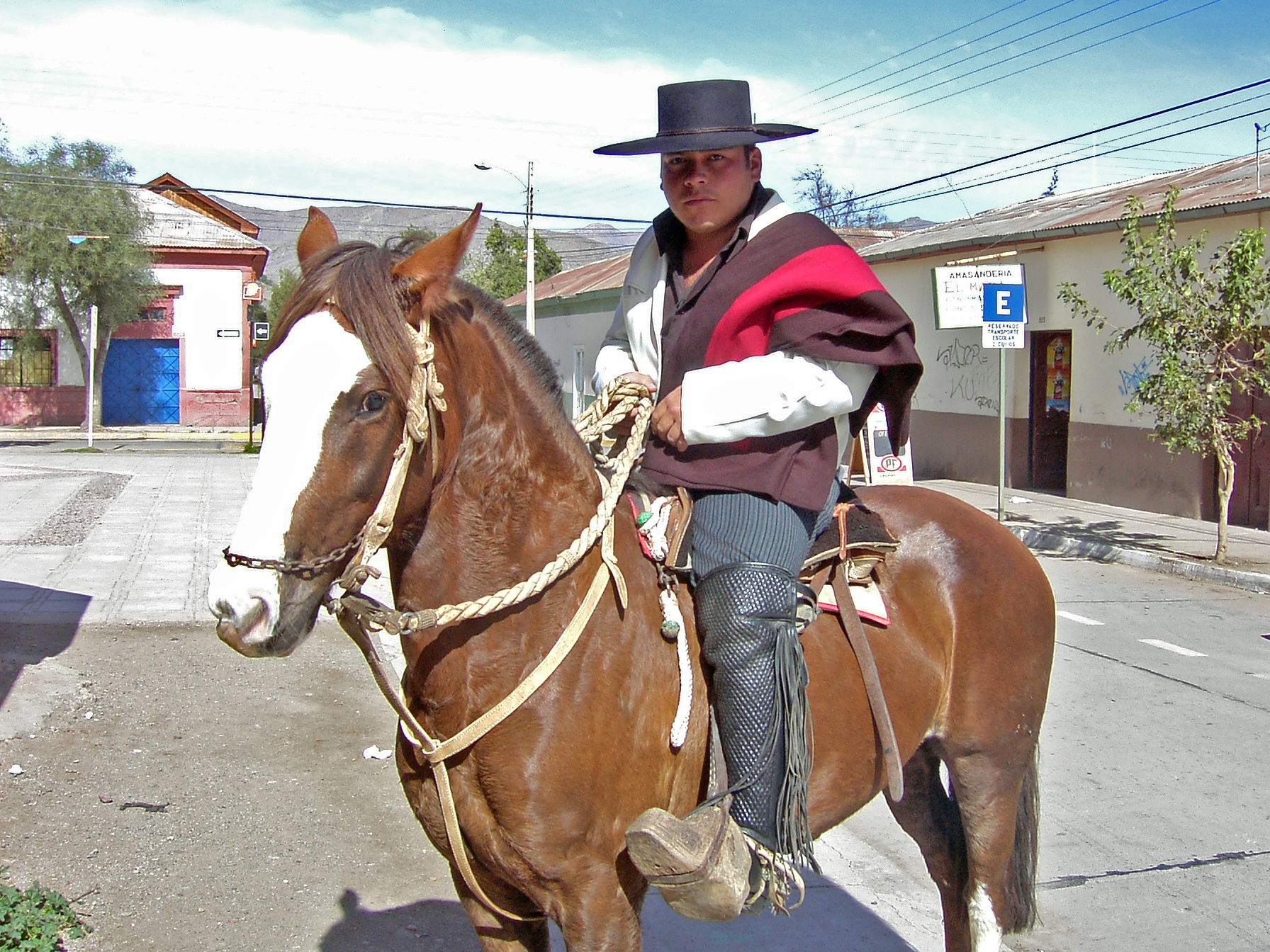
La comuna posee una gran parte de población rural distribuida en las localidades cercanas al centro urbano.

La población urbana comunal la componen dos localidades: la ciudad de Vicuña –conurbada con el pueblo de Calingasta y San Isidro– y el pueblo de Nueva Talcuna, ubicado en el lecho de la quebrada de Marquesa. En tanto, la importante población rural de la comuna se distribuye desde la aldea de La Calera en el límite occidental comunal hasta el caserío de Huanta, última localidad antes del paso fronterizo Agua Negra. De ellas, se destacan localidades con tradiciones e historia colonial en el valle: Diaguitas, Rivadavia, Peralillo, El Tambo y Gualliguaica. 
| Localidad               | Habitantes (2017) |
| ----------------------- | ----------------- |
| Vicuña-Calingasta       | 15 872            |
| Nueva Talcuna           | 1113              |
| El Tambo-Pueblo Hundido | 934               |
| Rivadavia               | 931               |
| Lourdes de Peralillo    | 789               |
| Diaguitas               | 700               |
| Andacollito             | 483               |
| Gualliguaica            | 409               |

## Administración

### Municipalidad
Esta comuna es administrada por el alcalde Mario Aros Carvajal (Ind Chile Vamos), el cual fue elegido en octubre de 2024 . La Ilustre Municipalidad de Vicuña está ubicada a un costado de la Torre Bauer y el Teatro municipal. El alcalde es asesorado y fiscalizado por el concejo municipal el cual está compuesto por seis integrantes electos democráticamente en las elecciones municipales del mismo año (2024). Los concejales de la comuna son:
- Cristián Pinto Torres (Renovación Nacional)
- Fernando Álvarez Rojas (Frente Amplio)
- Fernando Guamán Guamán (Independiente UDI)
- David Vergara Cortés (Independiente UDI)
- Caroll Paulina Alcayaga Callejas (PS)
- Margarita Rodríguez Portilla ( Ind PPD)

### Representación parlamentaria
Vicuña pertenece al distrito electoral n.º 5 y a la 4.ª circunscripción senatorial (Coquimbo). Es representada en la Cámara de Diputados y Diputadas del Congreso Nacional por las diputadas Nathalie Castillo (PCCh) y Carolina Tello (FA), así como también por los diputados Daniel Manouchehri (PS), Marco Antonio Sulantay (UDI), Ricardo Cifuentes (PDC), Juan Manuel Fuenzalida (UDI) y Víctor Pino (D). A su vez, es representada en el Senado por los senadores Daniel Núñez Arancibia (PCCh), Sergio Gahona Salazar (UDI) y Matías Walker Prieto (D).

## Economía

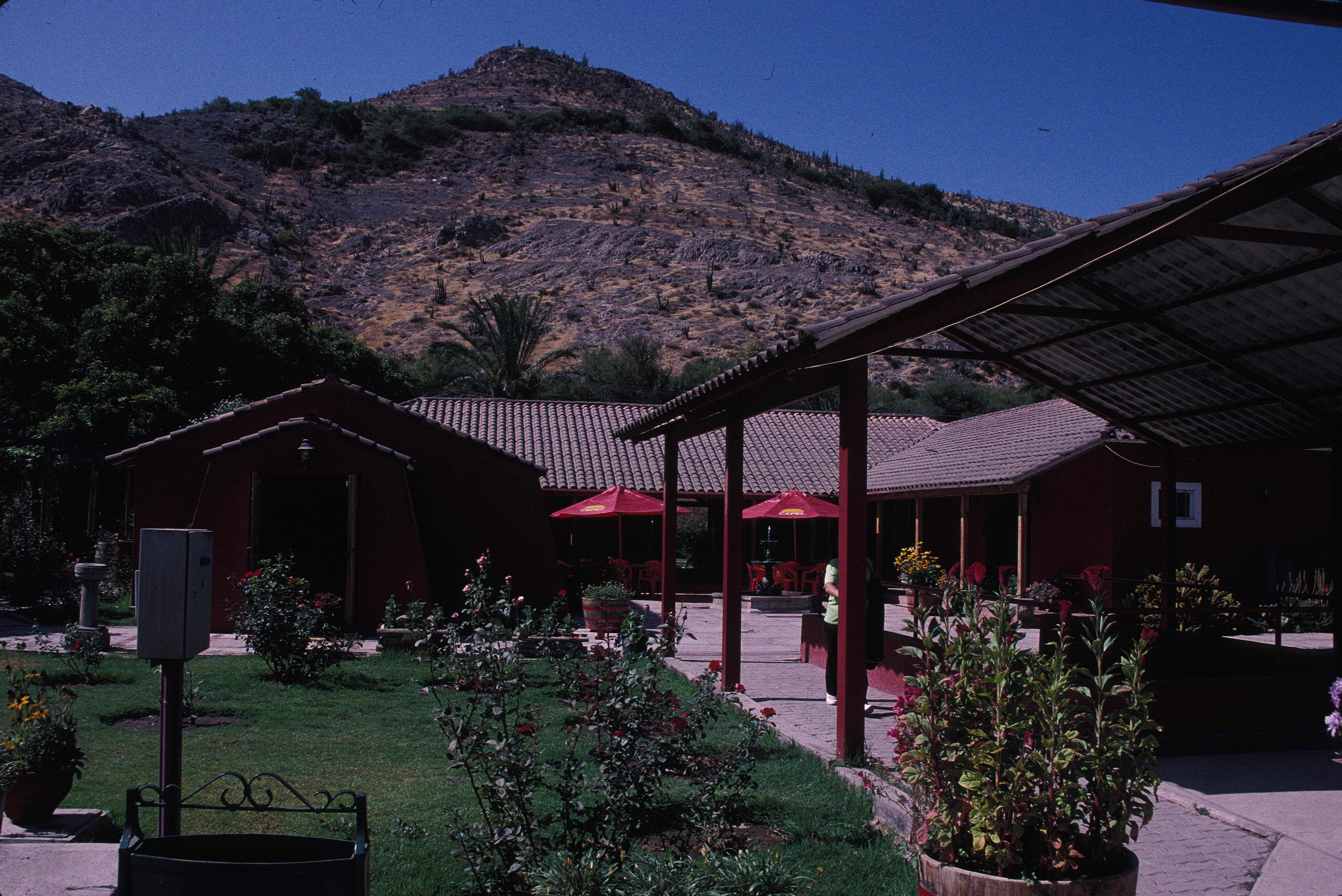
Instalaciones de la Casa Matriz de Capel, en la cual se hacen recorridos turísticos.

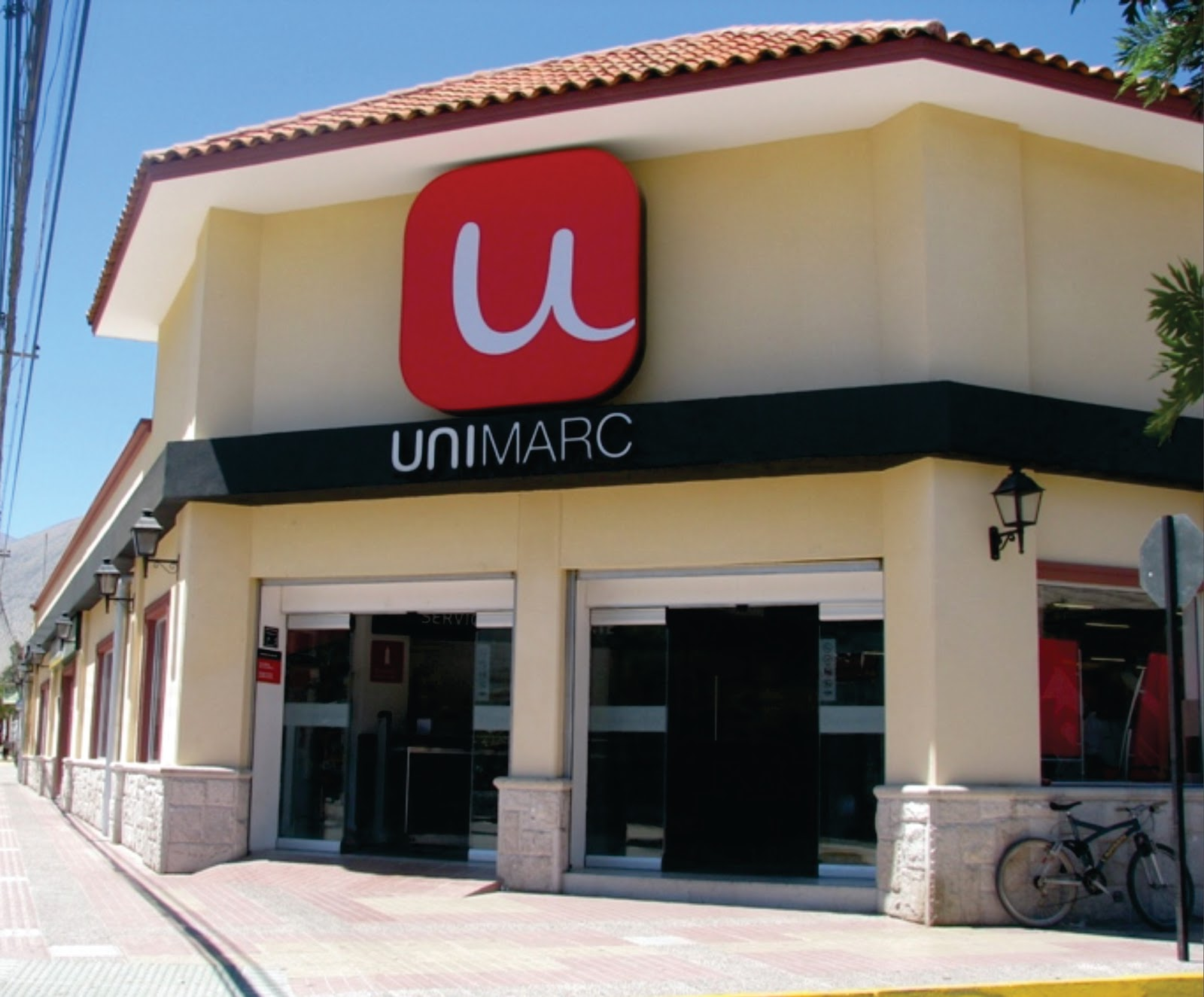
Supermercado Unimarc, parte de los servicios con los que cuenta la ciudad en su zona céntrica.

En 2018, la cantidad de empresas registradas en Vicuña fue de 483. El Índice de Complejidad Económica (ECI) en el mismo año fue de -0,52, mientras que las actividades económicas con mayor índice de Ventaja Comparativa Revelada (RCA) fueron Elaboración de Piscos e Industrias Pisqueras (1444,29), Cultivo de Uva destinada a Producción de Pisco y Aguardiente (232,76) y Elaboración de Bebidas Alcohólicas (97,61).

### Agricultura e industria
Es la principal actividad económica liderada por el cultivo de vid y exportación de uva de mesa, también cítricos y paltas (aguacate), y en mucho menor medida cereales, forrajes y hortalizas. Existe en la comuna una decreciente actividad ganadera trashumante principalmente caprina.
En el sector industrial destaca la planta de producción y embotellamiento de la Cooperativa Agrícola Pisquera Elqui Limitada (CAPEL), principal productor de pisco chileno. En la comuna se envasa una gran parte de la producción total nacional de pisco.

### Minería
Si bien en la comuna de Vicuña existen importantes reservas de oro y plata, sin embargo no hay explotaciones importantes, siendo la más relevante la mina de cobre establecida en 2009 San Gerónimo catalogada como mediana minería, ubicada en la localidad de Talcuna (350 Trabajadores, 7000 toneladas de cobre fino y US$ 20 000 000 entre todas sus operaciones.
Como gran extracción de oro, existió la mina El Indio catalogada como "Gran Minería", la cual estuvo en operaciones hasta el año 2004 con propiedad de Cía. Minera Barrick de Chile Limitada, la que fue cerrada y desmantelada por motivos económicos y ambientales. La mina se encontraba ubicada en la alta cordillera de la comuna.

## Servicios

### Seguridad y justicia
En la comuna de Vicuña tienen presencia las dos policías existentes en Chile, Carabineros de Chile, establecidos en la Quinta Comisaría, dependiente de la cuarta Zona de Carabineros, ubicada en la avenida Las Delicias y la Policía de Investigaciones de Chile (PDI), esta último estuvo su cuartel ausente por casi 50 años, que fue cuando cerro el antiguo, sin embargo en 2007, se estableció nuevamente en forma definitiva.
La Administración de Justicia está en manos del Juzgado Oral en lo Penal de Vicuña y el Juzgado Civil de Vicuña, ambos entes jurídicos tienen sus oficinas en la comuna, las cuales cuentan con La defensoría penal pública, la fiscalía local y el juzgado de garantía. En otro aspecto de seguridad la comuna cuenta con Hospital y cuatro Compañías de Bomberos voluntarios.

## Cultura

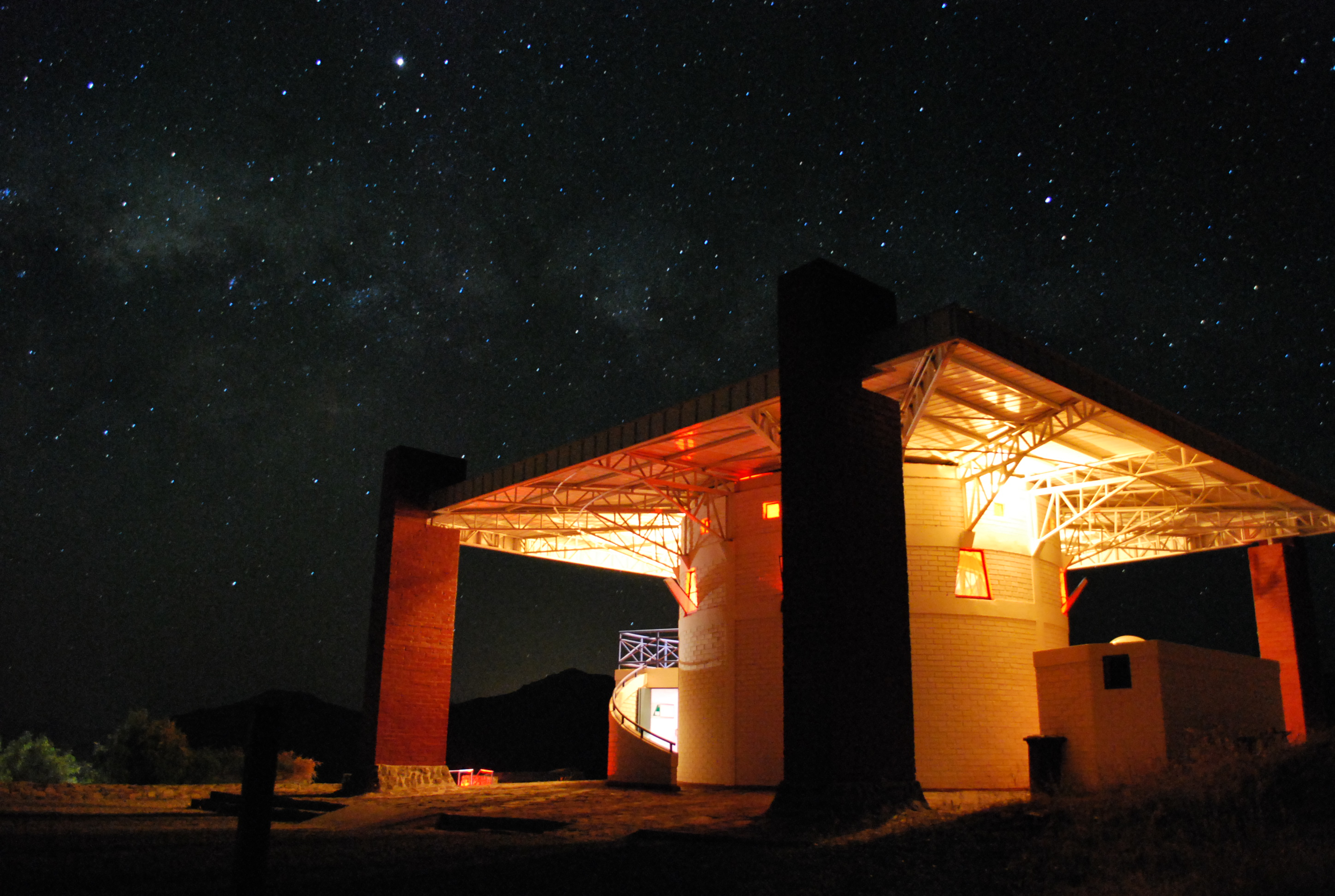
Vista nocturna del Observatorio turístico Cerro Mamalluca.

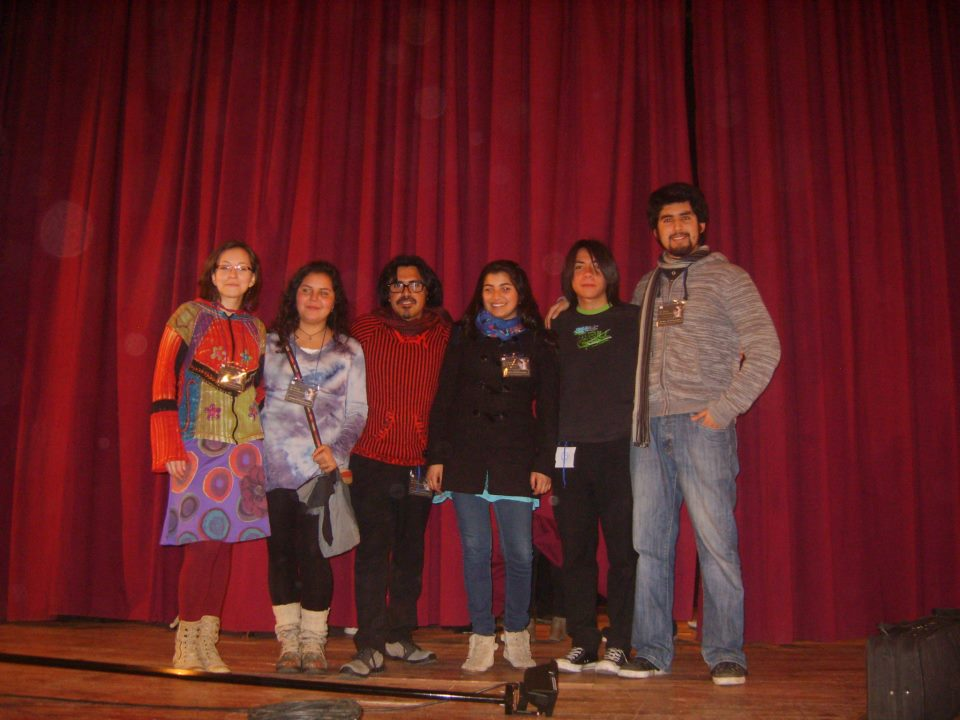
Agrupación sobre el escenario del Teatro municipal de Vicuña.

Las calles de Vicuña presentan antiguas construcciones que mantienen el diseño de principios del 1900. Los principales puntos de interés dentro de la ciudad son su plaza de armas con añosos árboles en donde se exhiben esculturas y motivos que homenajean a la poeta premio Nobel de literatura Gabriela Mistral realizados por la Escuela de Canteros de la Universidad de La Serena; el Templo de la Inmaculada Concepción; la Torre Bauer, donde se encuentra el antiguo cabildo municipal. A escasos kilómetros de la ciudad se puede descubrir la Ruta del Pisco visitando las fábricas pisqueras Ruta Norte, Capel, Mistral, Tres Erres y de los Artesanos de Cochiguaz. También el embalse Puclaro, La Laguna, sus miradores naturales, las ferias artesanales y el rincón diaguita.
La ciudad cuenta con un número importante de hoteles, hosterías y residenciales, capaces de contener el número de turistas nacionales e internacionales que principalmente aumentan en temporada veraniega, aumentando hasta casi el doble de su población, entre los hoteles que se destaca está el centro turístico Hotel Terral, ubicado en el centro de la ciudad.
En el aspecto cultural, la ciudad posee el Teatro municipal, el cual se ubica frente a la plaza de Armas, este cuenta con un escenario de 20 m² rodeado por una sala para el público en un primer piso y otra en un segundo nivel, una sala de proyección, camarines, bodegas, baños y un acceso principal, en este recinto se desarrollan esporádicamente obras de teatro y actividades culturales. Entre ambos espacios, el teatro alberga un total aproximado de 300 butacas.

### Vicuñenses

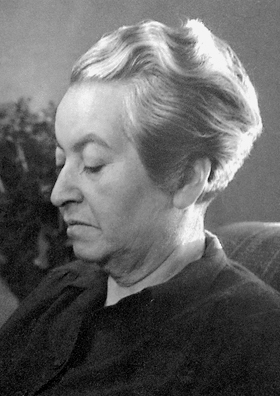
Gabriela Mistral en 1945.

Vicuña, a lo largo de su historia, ha ido cosechando personajes ilustres que llenan de orgullo a la comuna, como Dolores Pinto Alcayaga, una de las primeras alcaldesas en la historia de Chile; Victoria Tagle Caviedes, la primera ingeniero agrónomo de Sudamérica; el poeta Carlos Mondaca Cortés y, por supuesto, la insigne poeta Gabriela Mistral, quien hasta el día de hoy es reconocida en todo el mundo gracias a su poesía.

### Carnaval Elquino
Es una fiesta popular, que tiene más de 100 años de historia en el Valle de Elqui, con asiento en Vicuña, y que se celebra en los meses de enero y febrero. Consiste en la participación y competición de cada pueblo, mediante la elección de una reina, con bailes, artistas invitados y un gran desfile de carros alegóricos con comparsas y disfraces individuales. Esta fiesta popular se inició tímidamente en los pueblos del valle elquino, mediante el juego de la challa, que consiste en lanzarse papelitos de colores entre dos bandos o personas de distinto lugar, costumbre que viene de muy lejano en el tiempo, cuando el pueblo aymará celebraba un acontecimiento importante, o al inicio de las cosechas, donde además de esparcir papelitos de colores, se lanzaba agua a la tierra en señal de agradecimiento. Todo esto, derivó más tarde, en los juegos de challa, que en zonas áridas se sigue manteniendo el empleo del papel picado, y donde existe mayor recurso de agua, se acostumbra lanzarla a las personas, lo cual también se llama challa.
El origen de los carnavales como celebración anual deriva de los satumeles romanos. Pero de un modo general se encuentran vestigios de estas fiestas en todos los pueblos desde la más remota antigüedad. También se supone su origen en las fiestas paganas, como las que se realizaban en honor a Baco, el Dios del vino, y la costumbre llegó a América por los navegantes españoles y portugueses, mezclándose con los ritos de los pueblos americanos, hasta derivar en la actualidad, en los carnavales, (cuya palabra tiene como origen el latín medieval "carnelevarium", que significa “quitar la carne”, y que se refería a la prohibición religiosa de consumo de carne durante los 40 días que dura la Cuaresma), que son prácticamente fiestas artísticas tradicionales y espectaculares, con diferencias en cada sitio.

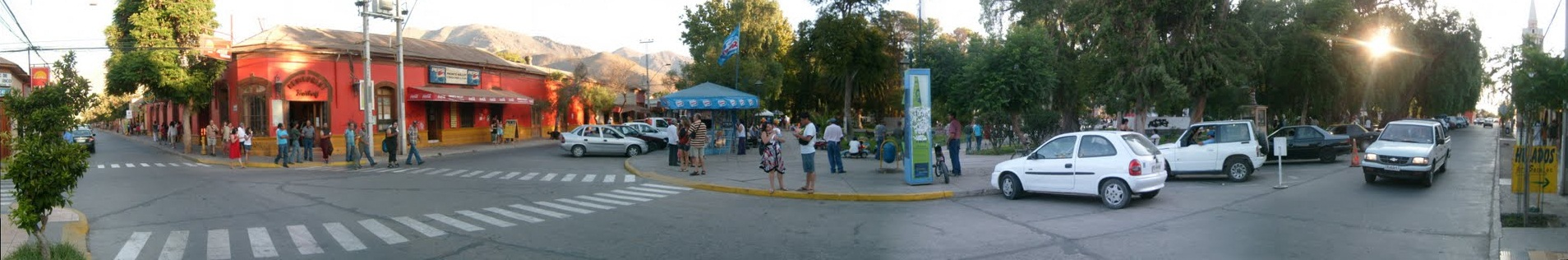
Vista de la interección de las calles Gabriela Mistral con Prat, por donde pasa el Carnaval Elquino cada verano.

El Carnaval Elquino recoge un poco de todo lo anterior, y se manifiesta particularmente como fiesta veraniega, estando su organización a cargo de una o más instituciones de la comunidad, o directamente del municipio local, como lo es en la actualidad. Entre las actividades más relevantes está la realización de shows artísticos con invitados locales y artistas consagrados a nivel nacional. También, se elige una Reina de la Fiesta, que es coronada en un gran show, representando la belleza y la gracia de la mujer elquina.
Otra actividad importante es el gran baile popular que se realiza en la plaza de armas de Vicuña, en un ambiente natural, bajo las estrellas, único en todo el norte chico con estas características, y el último día de las actividades, se efectúa el tradicional Corso de Flores, con desfile de carros alegóricos, comparsas y disfraces individuales, que concita un alto interés en la comunidad regional y de los miles de turistas que visitan el Valle de Elqui, en la época estival. El Carnaval Elquino, muestra las costumbres más tradicionales del norte chico, donde se celebra la llegada del verano, de la cosecha de la uva y el aniversario de Vicuña, y donde concurren a la fiesta todos aquellos vicuñenses que estando fuera de su tierra, retornan por algunos días a celebrar junto a los suyos.

## Lugares de interés

### Astroturismo
El poseer cielos de gran transparencia la ha convertido en una de las capitales de la astronomía en el país, lo que ha permitido la instalación de importantes observatorios astronómicos, entre los que destaca el Observatorio cerro Tololo, el cual funciona como parte de la red Interamericana CTIO, cerro Pachon, Observatorio SOAR, Observatorio Gemini AURA y el Gran Telescopio para Rastreos Sinópticos o LSST actualmente en construcción con inauguración dispuesta para el año 2012. Otro observatorio ubicado a 9 km al norte de la ciudad, el cual tiene fines turísticos y de educación es el Observatorio Cerro Mamalluca, donde es posible observar a través de un moderno telescopio, tanto planetas como otros cuerpos celestes. El observatorio depende de la Municipalidad, y para visitarlo es necesario realizar reservas en las oficinas municipales ubicadas en las inmediaciones de la plaza de armas de Vicuña. Además se realizan giras grupales educativas al lugar, guiadas por trabajadores capacitados. Este lugar fue inspiración para el álbum Mamalluca del grupo chileno Los Jaivas, editado el 25 de noviembre de 1999.

### Localidades turísticas
Dentro de la comuna se pueden visitar diferentes poblados con características particulares, como por ejemplo:
El Molle, que se encuentra en el kilómetro 34 de la Ruta 41, es un lugar en donde se descubrieron los primeros vestigios de la cultura prehispánica del mismo nombre. Posee restaurantes y servicios de alojamiento variados. Su iglesia es uno de sus principales atractivos, al igual que sus famosos dulces chilenos, junto a una gastronomía sobre la base de carne de cerdo. También está San Isidro, el cual es un poblado de antiguas casonas con huertos frutales, posee una de las iglesias más antiguas del valle, cuyo piso está hecho con estacones de algarrobo, a la antigua manera española. En su margen norte se encuentra el poblado de Calingasta y el camino al Observatorio Cerro Mamalluca. Otro lugar es Peralillo, un antiguo poblado agrícola por excelencia, famoso en su tiempo por la producción de primores vegetales elquinos como el ají, tomate, uva de mesa, papayas, duraznos y damascos, entre otros. Su iglesia da un marco adecuado a su tradicional plazuela con grandes árboles y palmeras, en las cercanías está además Villaseca, otro pequeño pueblo ubicado a 8 km de Vicuña, entre laderas de cerros áridos. Sus habitantes aprovechan la energía del sol para hacer funcionar cocinas y hornos solares, elaborando con ellos deliciosos platos. Allí se encuentran dos restaurantes con esta peculiar tecnología que atienden todo el año a los turistas, que son conocidos nacionalmente.
Diaguitas es una pintoresca localidad —declarada Zona Típica— por sus antiguas casonas que mantienen una construcción uniforme, casi únicas en el valle. Aquí conviven una gran cantidad de artesanos, destacándose quienes cultivan la alfarería de origen precolombino. Su plaza es el marco ideal para la iglesia de Nuestra Señora del Rosario que data de 1867 y donde se celebra a la Virgen la primera semana de enero. Por otro lado posee una buena base de restaurantes y cabañas. Un poco más al oriente de Diaguitas está Rivadavia, pueblo típico del valle, enclavado en un entorno de imponentes montañas. Es aquí donde nace el río Elqui, al confluir sus afluentes Turbio y Claro. Su estratégica ubicación es un punto neurálgico en el que convergen valles, quebradas y diferentes caminos. En sus alrededores existen restaurantes, cámpines, cabañas. Su ubicación además marca el punto de desvío e ingreso a la comuna de Paihuano. Siguiendo hacia el límite con Argentina, está Chapilca, el cual desde épocas precolombinas se desarrolla aquí una artesanía de telar rústico, con lanas teñidas con pigmentos naturales, posee una pequeña iglesia de valor patrimonial. Finalmente, el último poblado importante antes de cruzar a Argentina es Huanta, considerado un oasis en la aridez del paisaje de alta montaña. Posee antiguas casas, huertos y viñas junto al río Turbio y es la puerta de entrada a la cordillera. Ubicado a 50 km al este de Vicuña por la misma ruta que lleva a Chapilca, muy cercano está el complejo Fronterizo Agua Negra a 2200 m de altitud, aquí culmina actualmente el asfaltado.

### Embalse Puclaro Intendente Renán Fuentealba
El embalse Puclaro está ubicado en el Valle de Elqui, a unos 50 km al oriente de la ciudad de La Serena y a 8 km, de la ciudad de Vicuña, Cuarta Región de Coquimbo, a 432 m s. n. m. la zona de inundación tiene 760 ha, con longitud máxima de 7 km. Su operación comenzó el 15 de octubre de 1999 y su capacidad máxima es de 200 000 000 m³ de agua.

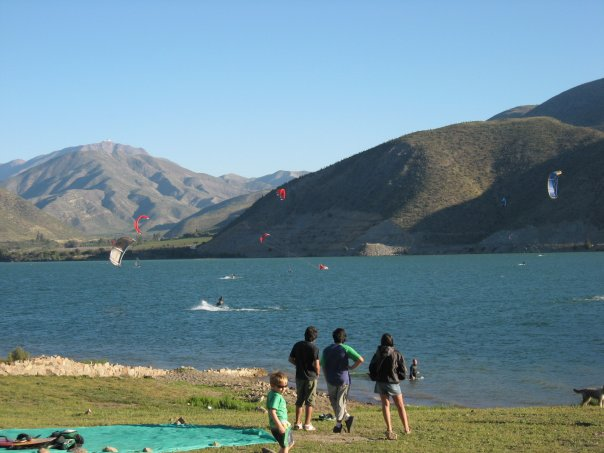
Diferentes actividades náuticas se desarrollan en el embalse, desde el borde de Gualliguaica.

La geografía del entorno del embalse rodeado de montañas genera efecto Venturi en los vientos, lo que sumado a las características climáticas de la zona genera excelentes condiciones durante todo el año para la práctica de deportes náuticos. La ribera habilitada como playa queda junto al pueblo de Gualliguaica, el cual fue trasladado desde el valle actualmente bajo el agua hacia las orillas del embalse, misma situación de reubicación la vivieron otros poblados como La Polvada y Punta Azul, actualmente ubicados al costado de la Ruta internacional 41-CH. Gualliguaica además tras su reciente erradicación por la construcción del embalse, la hace ser el primer pueblo de este valle fundado en el siglo XXI. Se accede por la Ruta 41-CH desde La Serena a Vicuña a la altura de la localidad de San Carlos, cruzando el río Elqui y bordeando las aguas del Puclaro. Posee una costanera de la cual se puede observar en su totalidad el embalse y parte del antiguo Gualliguaica, hoy sumergido bajo las aguas de la presa. Posee una antigua iglesia de 1757, un interesante museo con la historia del pueblo y el edificio de la antigua estación de trenes levantada en 1897.
En las aguas del Puclaro se realizan un sinnúmero de deportes náuticos además de ser sede de importantes campeonatos, entre ellos destacaron el II Campeonato Sudamericano de Kitesurf y Campeonato pre-sudamericano Open Bic. Es habitual la práctica de navegación en diversas embarcaciones y categorías, aunque en este embalse está prohibida la navegación de embarcaciones con motor.
Al año 2013, la fuerte sequía que afecta la zona mantiene el embalse en su mínimo histórico para esta fecha, siendo la peor crisis hídrica que ha sufrido la represa desde su construcción.

### Museo Gabriela Mistral

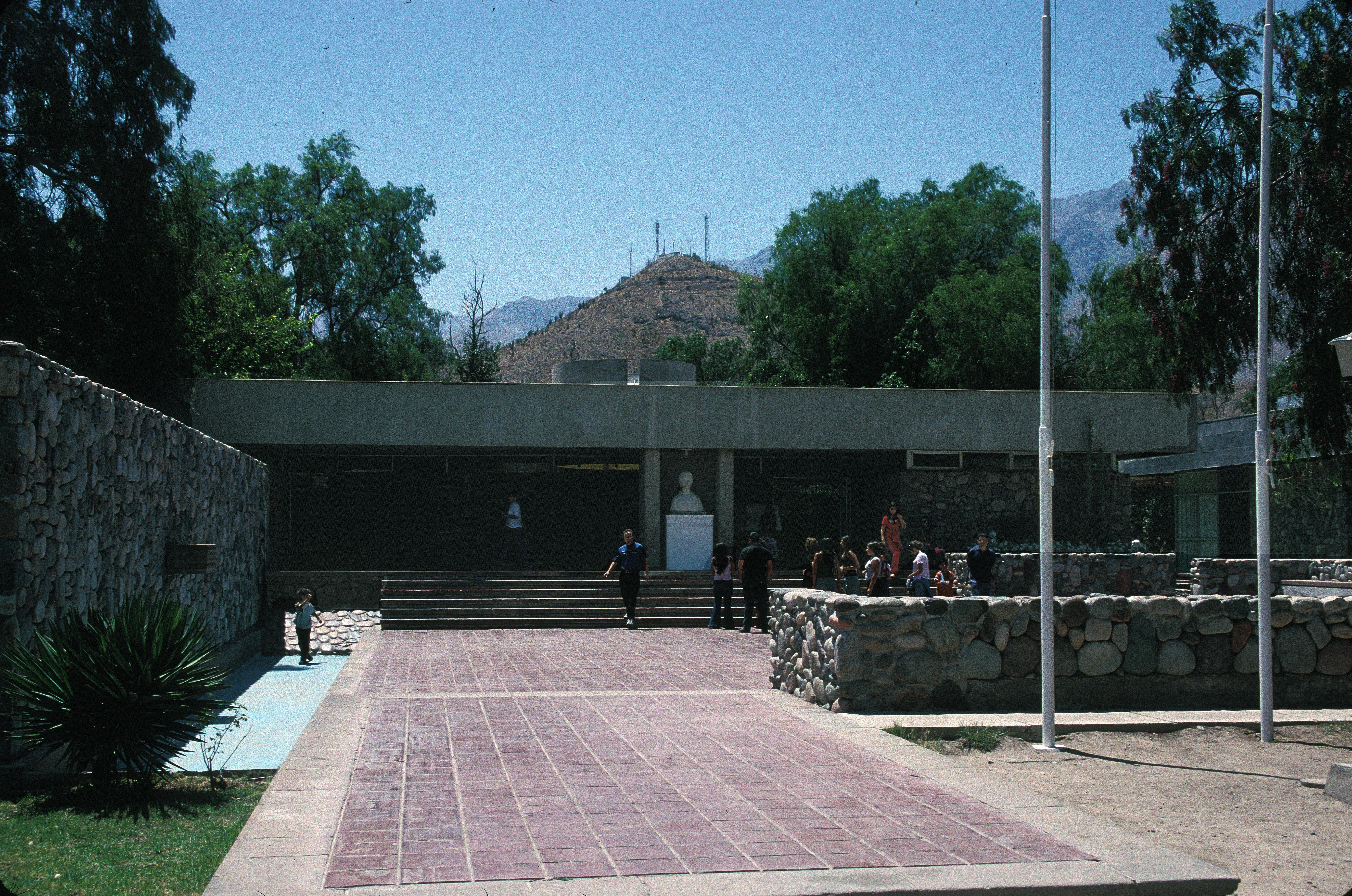
Museo Gabriela Mistral, ubicado a un costado de la vivienda que utilizó.

El Museo Gabriela Mistral ubicado en la calle del mismo nombre en el área urbana de la ciudad es totalmente dedicado a la vida y obra de la poeta chilena, Premio Nobel de Literatura en 1945 y Premio Nacional de Literatura en 1951, Lucila Godoy Alcayaga. Administrado por la Dirección de Archivos y Museos, dependiente del Ministerio de Educación. Su director es actualmente Rodrigo Iribarren Avilés. El museo fue edificado en la antigua casa original de la poeta, la cual ella utilizó en sus primeros años de vida, manteniéndose intacta hasta hoy.
El miércoles 26 de diciembre de 2007, la presidenta Michelle Bachelet encabezó en conjunto con las autoridades regionales y comunales la entrega del legado de Gabriela Mistral, el cual cuenta con un sinnúmero de textos originales de la poeta que hasta esa fecha se encontraban en Estados Unidos y hoy se pueden exhibir en el museo de la ciudad de Vicuña. El 7 de abril de 2009, día en que se cumplen 120 años del nacimiento de la poeta, el Museo Gabriela Mistral de Vicuña, dependiente de la Dirección de Bibliotecas, Archivos y Museos (Dibam), recibió la exposición Chile, o una voluntad de ser. Legado de Gabriela Mistral.

"a todos quienes han hecho posible que estos más de 100 objetos personales de Gabriela Mistral, que hoy estamos entregando al museo que lleva su nombre, estén de regreso en su tierra natal y esta es una ocasión muy significativa para Vicuña, el Valle del Elqui, la Región de Coquimbo y para Chile entero" —Michelle Bachelet

Otros museos que destacan en la ciudad son el Museo Entomológico (Colección de Guido Castillo), Casa Museo Solar de Madariaga, Museo de arte religioso.

### Iglesia Inmaculada Concepción
La iglesia fue inaugurada en el año 1909, y fue construida en el mismo lugar donde estuvo emplazada la antigua iglesia de La Merced, la que tenía dos torres y una sola puerta principal y la cual había sido inaugurada en 1836. En la actual iglesia es posible observar las pinturas en el cielo de su nave principal con motivos religiosos, realizados por alumnos de la Escuela de Bellas Artes de Santiago, empleando tierras de colores de la zona. Posee una imagen de la Virgen del Carmen, que acompañara a las tropas chilenas durante la guerra del Pacífico, y donada por el Obispo Florencio Fontecilla. Guarda, además, la pila bautismal donde recibiera los primeros óleos la poeta Gabriela Mistral. En forma esporádica, funciona una sala de exhibición de antiguas imágenes y enseres religiosos empleados en el Valle. Se ubica en calle Gabriela Mistral, esquina San Martín.

## Transporte

### Vías de comunicación

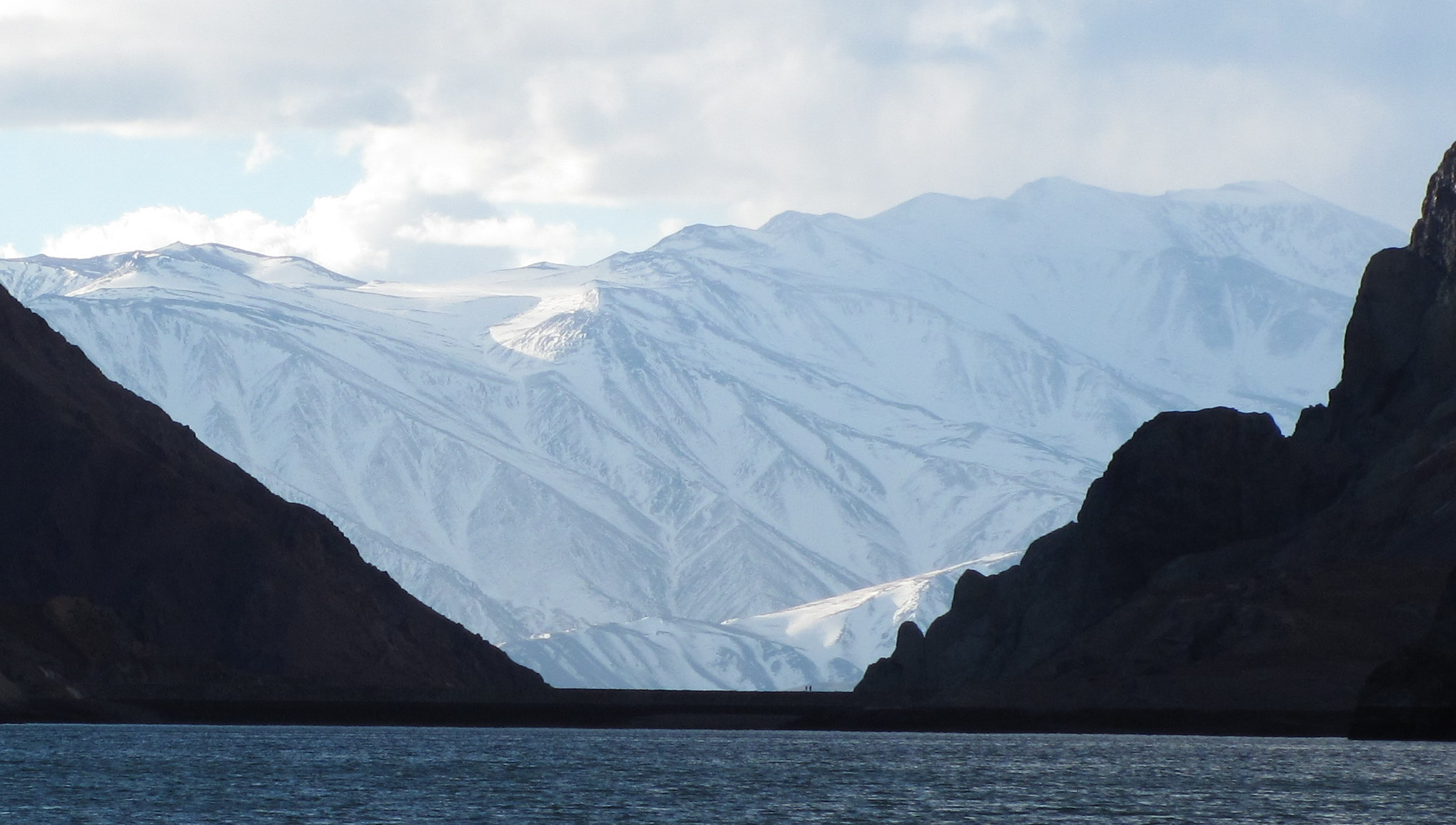
Glaciar La Laguna, en la Cordillera de los Andes, visto desde la Ruta Internacional 41-CH antes de llegar al Paso de Agua Negra.

El principal acceso a Vicuña es a través de la Ruta 41-CH, ruta internacional y a veces también conocida como Ruta Patrimonial Gabriela Mistral entre Chile y Argentina que se inicia en la ciudad de La Serena y concluye en el paso fronterizo de Agua Negra, dentro de la jurisdicción comunal.
Otra importante vía terrestre es la Ruta Patrimonial Antakari, trazado que une Vicuña con las comunas de Río Hurtado y Andacollo, una variante de esta ruta conduce hasta la provincia de Petorca en la V Región de Valparaíso.
La comunicación por vía aérea requiere usar un aeródromo privado único en la comuna ubicado en el sector de Huankara en la entrada oriente de la ciudad o el helipuerto del hospital local. No existe navegación fluvial ni ferrocarril a pesar de que existió en la comuna hasta junio de 1975 el Ramal La Serena - Rivadavia, popularmente conocido también como El Tren Elquino.

### Transporte público
La ciudad cuenta con un Terminal de Buses, ubicado en el centro de la ciudad, en el que funcionan empresas de buses con servicios diarios a Santiago, La Serena, Coquimbo, además de viajes directos con intermedios al resto del país, ciudades como Antofagasta, Arica, Copiapó, Iquique y Valparaíso. También cuenta con buses de viajes intercomunales a otras localidades como Rivadavia hacia la comuna de Paihuano, Colectivos con viajes diarios hacia el interior del valle de Elqui y La Serena.
Dentro de la ciudad, Taxi colectivos y Colectivos son el principal transporte público. En cuanto al transporte aéreo, Vicuña solo posee un Aeródromo de carácter privado.

## Deportes
La ciudad contaba con un equipo de fútbol llamado originalmente Club Deportivo Vicuña Elqui y que luego cambió a Club Deportes Valle del Elqui, que jugaba en la tercera división de Chile y de la cual tuvo buenas campañas y jugó entre las temporadas 1995 y 2001 de esta división, en este último año, la dirigencia decidió irse a receso debido a la falta de financiamiento. En 2013, mediante la gestión del alcalde Rafael Vera, se buscó (sin éxito) revivir el club para instalarlo nuevamente a nivel competitivo nacional. La ciudad además cuenta con su campeonato de la ANFA con equipos locales.
Como infraestructura está el estadio municipal Pedro Rojas Rivera, en donde antiguamente jugaba de local el desaparecido equipo de la ciudad Club Deportivo Vicuña Elqui, el recinto fue construido durante el periodo edilicio de Wilson Rivera Díaz. Este estadio, actualmente está en proyecto de ser remodelado completamente con una inversión total de 2100 millones de pesos, se espera que el estadio renovado se encuentra operativo durante 2014, considerando la cancha de pasto sintético con una superficie de 10 980 m², la que se desglosa en: 7140 m² para fútbol oficial, 3680 m² pista atlética, 160 m² para otras pruebas atléticas, además de 6500 m² de pasto natural para fútbol de entrenamiento; por otro lado, el estadio contará con un marcador electrónico, estanque acumulador de gua y sala de bombas, nuevos equipos y equipamiento, 4 camarines para jugadores, 2 servicios higiénicos públicos para varones, 2 de damas y 2 para discapacitados, entre otros. El pasto natural que posee actualmente el estadio y que será sacado durante su remodelación será reubicado en la cancha que usa el Club Juventus de la ciudad.
En 2013, y dada la construcción del estadio La Portada, el estadio municipal Pedro Rojas Rivera de Vicuña fue una de las alternativas para que Club de Deportes La Serena jugará sus partidos de local, finalmente esto no se concretó y el club serenense terminó jugando en los Estadios de Coquimbo y Vallenar.
También la ciudad posee un estadio Techado, en el cual se desarrollan diferentes actividades deportivas y campeonatos nacionales de variadas disciplinas, como el Campeonato Nacional de Judo, el Campeonato Regional de Cueca, entre otros. Además de diferentes actividades culturales como la actuación gratuita de la agrupación nacional Bafona en 2012. Por otro lado a mediados de mayo de 2013, se comenzó la construcción del gimnasio polideportivo de Vicuña, recinto el cual cuenta con una inversión de 1100 millones de pesos financiados por el Instituto Nacional de Deportes de Chile, esperando que esté operativo a fines del mismo año.

## Medios de comunicación
Radios: Río Elqui FM, Montecarlo , Radio América, Radio Elquina.
Televisión: TVN, Canal 13, Chilevisión.  En cuanto a televisión por suscripción, la comuna posee una compañía local de TV por cable CableColor y televisión satelital. Cuenta con un Canal de TV llamado Elquina TV que está ubicado en el Canal 5 de la TV Local.
Vicuña no posee medios de prensa escrita que cumpla con los requisitos de la Ley de Prensa. Sin embargo circula esporádicamente un pasquín llamado Elqui Semanario.

### Radioemisoras

#### FM
- 89.1 MHz - Montecarlo (Paihuano)
- 89.9 MHz - San Bartolomé
- 90.9 MHz - Digital FM
- 91.5 MHz - Giros FM
- 91.9 MHz - Pisco FM
- 94.9 MHz - Ruta Norte (Paihuano)
- 95.3 MHz - Mistral FM
- 96.9 MHz - Rio Elqui
- 97.5 MHz - América (Sin emisión)
- 98.1 MHz - Mi Radio
- 98.7 MHz - Montecarlo
- 99.5 MHz - Cuna del Sol (Paihuano)
- 100.5 MHz - Elquina
- 102.1 MHz - Puclaro
- 103.1 MHz - Vale
- 107.1 MHz - CAV (Radio del Colegio Antonio Varas)

### Televisión

#### TDT
- 2.1 - Chilevisión HD
- 2.2 - UChile TV
- 7.1 - Canal 13 HD
- 7.2 - T13 En Vivo
- 12.1 - TVN HD
- 12.2 - NTV